# 蘇浩剛
蘇浩剛（英語：Henry So Hoh Kong，1980年9月21日—），前香港男子職業網球運動員，現國際導師及教練。

## 簡歷

### 生平
蘇浩剛生於香港，9歲隨家人移民澳洲，曾就讀位於澳洲新南威爾斯州的國際學校American International School of Sydney，畢業於美國中央奧克拉荷馬大學精算學學位課程。

### 運動員生涯
蘇浩剛9歲時在父親的敦促下，第一次在澳洲拿起球拍。在取得新南威爾士青少年組別最高排名後，獲得網球獎學金赴美留學，奪得中央奧克拉荷馬大學網球年度最佳成年球員獎以及亞瑟·艾許（Arthur Ashe）獎。於2006年，一次在泰國比賽時遇上香港隊，賽後被香港隊教練招募回流香港，在香港體育學院接受訓練，成為2006-07年度香港最高世界排名的網球運動員。
2007年2月首次代表中國香港參加台維斯盃，當中在對印尼的賽事中出任關鍵的第4場單打，不敵對手施艾拔Elbert Sie，令香港總場數落後至1比3，跌落護級戰中。

2008年代表中國香港參加台維斯盃對賽黎巴嫩。
2008年2月，他出席體育用品店銳步的活動時立下豪言壯語，繼成為香港第一後，下個目標是要成為亞洲第一。
2011年1月，香港網球總會宣布蘇浩剛入選台維斯盃亞洲/大洋洲區第二組首回合港隊集訓名單。

### 國際導師及教練生涯
蘇浩剛於2011年退役後轉型成為一名網球教練、健身教練及國際導師，先後在清水灣鄉村俱樂部、九龍木球會、香港城市大學、香港中文大學擔任網球教練。
其後成為香港首位考獲澳洲網球專業教練總會（ATPCA）最高教練級別「Master Pro」，並獲授權於中國及港澳地區開辦相關認可註冊教練培訓課程。
2020年出版名為《The Champion's Mindset 勝者之道》系列的書，書中結合了其他香港頂尖運動員的見解。
2022年，蘇浩剛就香港防疫政策提出建議。

## 排名
- 職業網球聯合會(ATP)香港排名第一: 2006,2007
- 台維斯盃中國香港代表: 2006,2007,2008
- 香港網球大師盃冠軍: 2007, 2008
- 美國國家大學體育協會(NCAA)全國排名：25
- 美國大學總會亞瑟·艾許獎項 Arthur Ashe Sportsmanship 2002
- 美國大學總會傑出Senior球員獎項2003
- 美國大學總會Lone Star Conference傑出球員獎項2003
- 澳洲新南威爾斯州青少年(NSW Junior International)排名第一: 1998

## 專業資格
- Australian Tennis Professional Coaches Association (ATPCA) 澳洲專業網球教練總會: Master Pro Level 3 & National Presenter for Hong Kong, China, and Macau  Master Pro第3級及教官（香港，中國，澳門) [12], International Director of Strength & Conditioning
- United States Professional Tennis Association（英语：United States Professional Tennis Association） (USPTA)美國專業網球教練總會：PIP
- NASM National Academy of Sports Medicine Certified Personal Trainer 美國國家運動醫學學院訓練教練
- 美國專業心理訓練教練：Certified Mental Trainer®
- Adidas Performance體能訓練教練
- TRX TEAM Certified Trainer and Ambassador (AGTC, STC, RTC, FTC, SMSTC, GSTC) – Hong Kong/China[13][14]
- STROOPS VITL Certified Master Trainer
- EXOS Performance Specialist
- MATRIX Fitness MX4 International Master Trainer[15]
- 運動意外保險代理人[16]

## 公職
- Chairman of Sport Psychology Development at Hong Kong Association of Psychology 香港心理學協會運動心理發展委員會主席[17]

## 代言
- Under Armour Lead Trainer/Brand Ambassador Hong Kong and China 中國及香港品牌代言人 (2017年-2022年)
- OAKLEY（英语：Oakley, Inc）
- Himalaya運動糖品牌大使

## 著作
- 《STMᵀᴹ 網球技術訓練系統》(繁體中文)
- 《网挥术®网球技术训练系统》(簡體中文)
- 《STMᵀᴹ Shadow Tennis Movement Training》(英文)
- 《The Champion's Mindset 勝者之道》系列 (中文版/英文版本)

## 外部連結
- 蘇浩剛（英文/西班牙文）的官方資料
- 蘇浩剛的國際網球總會 職業／青少年 官方資料（英文）
- 蘇浩剛的官方資料（英文）
- Henry So Men's Singles
- 蘇浩剛的Youtube頻道 （页面存档备份，存于）
- 蘇浩剛的Youtube頻道 （页面存档备份，存于）
- 網球技術分享頻道Tennis Skills Sharing （页面存档备份，存于）
- Henry So, Linkedin.com
- Henry So, Amazon.com （页面存档备份，存于）
- 蘇浩剛的Facebook專頁
- 蘇浩剛的Facebook專頁
- 蘇浩剛的Instagram帳戶
- 蘇浩剛的X（前Twitter）
- 蘇浩剛的youku頻道 （页面存档备份，存于）
- 蘇浩剛的新浪微博 （页面存档备份，存于）